# Lijst van rijksmonumenten in Elspeet
Onderstaande tabel geeft een overzicht van de rijksmonumenten in de plaats Elspeet.
| Object | Oorspronkelijke functie?  | Bouwjaar                                                                       | Architect | Locatie                  | Coördinaten?                  | Nr.?   | Afbeelding                                      |
| --- | ------------------------- | ------------------------------------------------------------------------------ | --------- | ------------------------ | ----------------------------- | ------ | ----------------------------------------------- |
| Boerderij en vensters met luiken en twintigruitsschuiframen. Oude roedenberg en wagenschuur                                      | Boerderij                 | 1734 (jaartalankers)                                                           |           | Apeldoornseweg 13        | 52° 17' 30" NB, 5° 47' 22" OL | 30844  | Meer afbeeldingen                               |
| De Hoop | Industrie- en poldermolen | 1894                                                                           |           | Molenweg 12              | 52° 17' 26" NB, 5° 46' 46" OL | 30845  | Meer afbeeldingen                               |
| PKN: pastorie | Kerkelijke dienstwoning   | 1851 (datering op steentje)                                                    |           | Nunspeterweg 4           | 52° 17' 31" NB, 5° 47' 17" OL | 30846  | Meer afbeeldingen                               |
| PKN | Kerk en kerkonderdeel     | 16e eeuw                                                                       |           | Nunspeterweg 5           | 52° 17' 32" NB, 5° 47' 15" OL | 30847  | Meer afbeeldingen                               |
| Nederlands hervormde kerk: pastorie: tuinkoepel                                                                                  | "Tuin, park en plantsoen" |                                                                                |           | Nunspeterweg tegenover 4 | 52° 17' 29" NB, 5° 47' 17" OL | 30848  | Nederlands hervormde kerk: pastorie: tuinkoepel |
| Oude School | Woonhuis                  | tweede kwart 19e eeuw                                                          |           | Nunspeterweg 12          | 52° 17' 33" NB, 5° 47' 17" OL | 30849  | Oude School                                     |
| Hoeve met rieten wolfdak en metselwerk van afwisselend lagen gele en rode baksteen                                               | Boerderij                 | 18e eeuw                                                                       |           | Nunspeterweg 72          | 52° 17' 45" NB, 5° 47' 13" OL | 30852  | Meer afbeeldingen                               |
| Boerderij op T-vormige plattegrond met dwars woongedeelte onder rieten schilddak en deel onder met riet en pannen gedekt wolfdak | Boerderij                 | 1760 (jaartalankers)                                                           |           | Staverdenseweg 3         | 52° 17' 30" NB, 5° 47' 15" OL | 30853  | Meer afbeeldingen                               |
| Terrein waarin 14 grafheuvels, een urnenveld en een vindplaats van vuurstenen artefacten                                         | Archeologisch monument    | Neolithicum en/of Bronstijd (grafheuvels) en Bronstijd - IJzertijd (urnenveld) |           |                          | 52° 18' 19" NB, 5° 46' 8" OL  | 45498  | Upload foto                                     |
| Terrein waarin 3 grafheuvels | Archeologisch monument    | Neolithicum en/of Bronstijd                                                    |           |                          | 52° 17' 2" NB, 5° 46' 24" OL  | 45499  | Upload foto                                     |
| Terrein waarin 2 grafheuvels | Archeologisch monument    | Neolithicum en/of Bronstijd                                                    |           |                          | 52° 18' 18" NB, 5° 49' 11" OL | 45500  | Upload foto                                     |
| Terrein waarin 10 grafheuvels | Archeologisch monument    | Neolithicum en/of Bronstijd                                                    |           |                          | 52° 17' 42" NB, 5° 48' 42" OL | 45817  | Upload foto                                     |
| Terrein waarin 6 grafheuvels | Archeologisch monument    | Neolithicum en/of Bronstijd                                                    |           |                          | 52° 17' 57" NB, 5° 48' 31" OL | 45818  | Upload foto                                     |
| Jachinschool | Onderwijs en wetenschap   | 1954                                                                           | Linden    | Ds. Kalshovenweg 15      | 52° 17' 33" NB, 5° 47' 4" OL  | 530874 | Meer afbeeldingen                               |

## Voormalige rijksmonumenten
| Object                                                                                         | Oorspronkelijke functie? | Bouwjaar                    | Architect | Locatie | Coördinaten?                  | Nr.?  | Afbeelding  |
| ---------------------------------------------------------------------------------------------- | ------------------------ | --------------------------- | --------- | ------- | ----------------------------- | ----- | ----------- |
| Terrein waarin 2 grafheuvels, om onbekende reden niet langer geclassificeerd als rijksmonument | Archeologisch monument   | Neolithicum en/of Bronstijd |           |         | 52° 18' 50" NB, 5° 47' 35" OL | 45814 | Upload foto |